# Sornostegui
Sornostegui es un despoblado que actualmente forma parte de la localidad de Salvatierra, que está situada en el municipio de Salvatierra, en la provincia de Álava, País Vasco (España).

## Toponimia
A lo largo de los siglos ha sido conocido también con los nombres de Çornoztegui, Sornostegi, Sornosti, Zornosteguia, Zornosti, Zornoztaegi y Zornoztegui.

## Historia
Documentado desde 1025 (Reja de San Millán), consta como situado entre Luzuriaga y Zuazo de San Millán. 
Actualmente sus tierras son conocidas con el topónimo de Zornosti.
El nombre deriva de zornotz, variante de zorrotz, punta, y de tegi, lugar de, en euskera, o sea, Lugar de la punta o puntas.